# Ogham

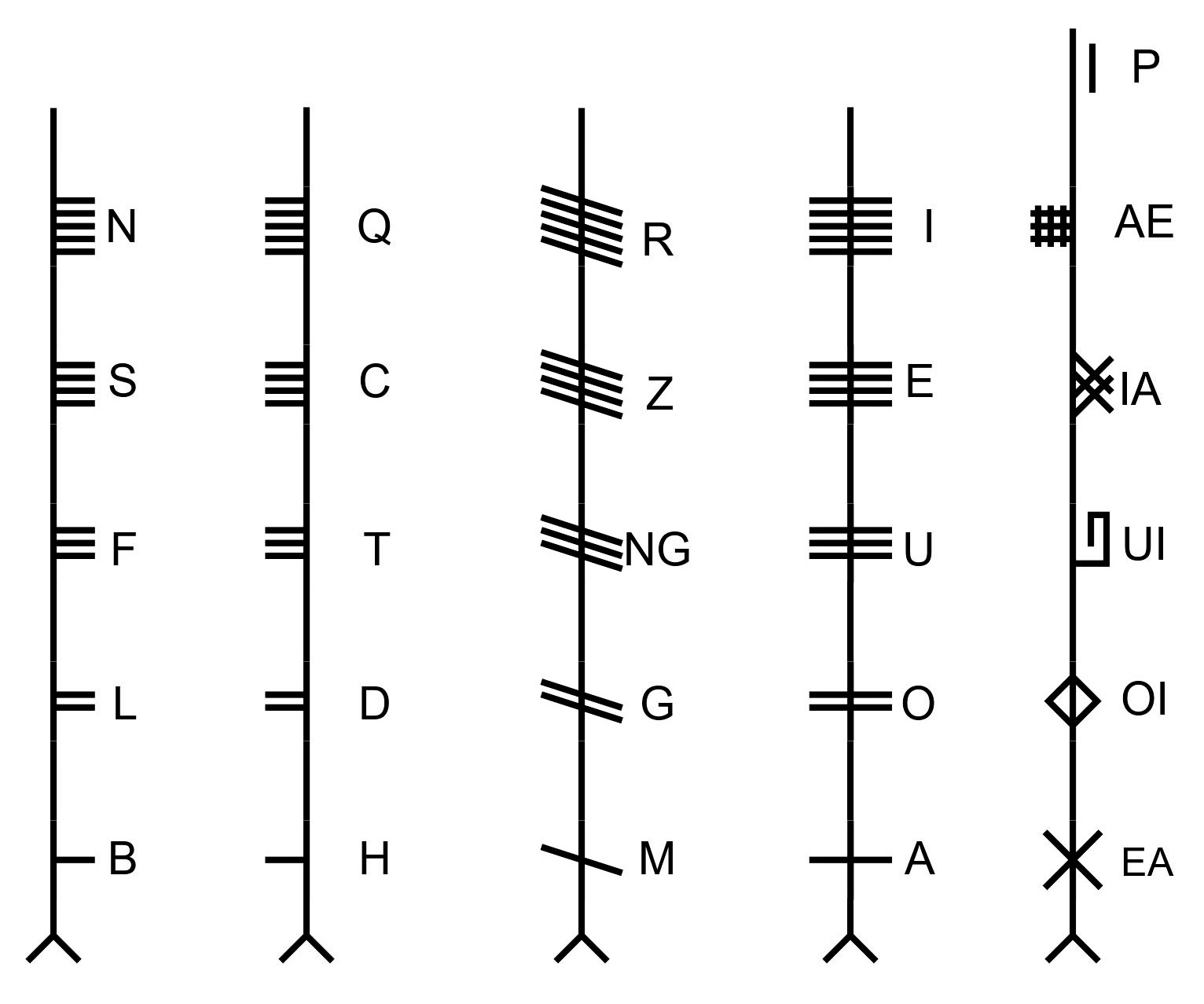
Az ogham ábécé

Az ogham (ejtsd: oam, óham) – vagy beth luis fearn, vagy beth luis nion – egyes kelta nyelvek (például óír, és feltételezések szerint pikt szövegek) leírására használt ábécé volt, melyet eredetileg feltehetőleg fába véstek.[forrás?]

## Eredet
Az ír mitológia szerint az írást Oghma, az ékesszólás istene találta fel; az ő nevéből származik az Ogham szó. A legenda úgy tartja, hogy Oghma egy nyírfaágba vésett üzenetet küldött Lughnak, az istenek ezermesterének, hogy az menekítse el a veszély elől Oghma feleségét.
Robert Graves szerint az Ogham Kr. e. 1400-1200 tájáról származik, a Fekete-tenger vidékéről.
Egy múlt század eleji kutató, R.A.S. Macalister szerint viszont az Ogham a Formello-Cervetri ábécéből alakult ki, melyet Görögországban használtak Kr. e. a 6. században.
A legvalószínűbb, hogy valamikor a Kr. e. 5. és 1. század között alakult ki, abban az időben, amikor a kelták kapcsolatban álltak a hellén kultúrával. 

## Jelentés
A görög ógmosz szó vonalat, rovást jelent. Ez nem meglepő, hiszen ha nem személy után neveznek el egy írásmódot (például Cirill), akkor általában az első betűk alapján nevezik el (ábécé), vagy milyensége alapján (például Pesitta, melynek jelentése: "egyszerű"; ez az ábécé a szír, vagy kelet-arámi egyszerűsített változata).
A latin agmen szó egyszerre jelent "evezőlapát"-ot és "beszéd"-et. Így az agmen az Ogham milyenségére és funkciójára is vonatkoztatható.
Az Ogham skót megfelelője, az oidheam, azt jelenti: "gondolat", "valami".

## Használat
A közhiedelemmel ellentétben nem a druidák használták, legalábbis nem mágikus célokra. (A mai druidák, a wicca hívei viszont erre használják.) Az Írországban talált Ogham-feliratok az 5. századból származnak, és ez az időszak egybeesik a druidizmus hanyatlásával, a kereszténység megjelenésével. A 25 jelből álló Ogham írással főleg 5. századi sírköveken, határköveken, kövek sarkára vésve találkozhatunk Írországban, Walesben, a Man sziget délnyugati részén, Skóciában, Angliában.
Az Ogham a latin ábécén alapuló rovásírás. Eredetileg 20 jelből állt, a modern változata 25-ből. Bizonyíthatóan a 4. században kezdték el használni az általunk ismert formában, de valószínűleg sokkal régebbi. Egy 12. század-i könyv szerint több jelentése is lehetett. Az időszámításhoz, dallamok leírásához, jogi és szertartási szövegek jegyzéséhez használták, és kézzel el is mutogatták a jeleket. 
A Beitheluisnin, vagyis az ábécé jelei négy, a modern változatban öt csoportra oszlanak. Egyes sorozatok elnevezése aicmi, amit az öt sorozat első betűje elé írva jelölnek. 
Az első csoport az Aicme Beithe (B csoport), a második az Aicme hÚtah (H csoport), a harmadik Aicme Muin (M csoport), a negyedik Aicme Alin (A csoport), és az ötödik, kiegészítő jelek neve Aicme Ébad (É csoport), ami a kettős hangzókat tartalmazza. Ez az ötös sorozat a Forfeda, (fid fa, vagy erdő), vagyis az ogham fa.